# Moto Guzzi Gambalunga
De Moto Guzzi Gambalunga is een racemotorfiets van het merk Moto Guzzi die van 1946 tot 1951 werd ingezet als fabrieksracer.

## Voorgeschiedenis
Moto Guzzi was al in het jaar van haar oprichting (1920) begonnen met de deelname aan nationale Italiaanse races. In die tijd waren dat nog lange-afstandsraces, zoals de Targa Florio op Sicilië, de Noord-Zuid race van Milaan naar Napels, de "Circuito del Piave", in de omgeving van de Piave door de Falzaregopas, de Pordoipas en de Rollepas, de "Circuito di Cremona" door de provincie Cremona en de "Circuito del Lario", tussen Valbrona en de Valassina vallei. Moto Guzzi had zich halverwege de jaren twintig steeds meer op de 250 cc racers gericht, waardoor de 500 cc klasse minder belangrijk werd. In de jaren dertig had men die klasse opnieuw opgepakt, en met de overwinning van Stanley Woods in de TT van Man in 1935 met de Bicilindrica tweecilinder stonden de Moto Guzzi 500 cc racers weer volop in de belangstelling. Daarom kregen de privérijders de beschikking over de Moto Guzzi Condor en na de Tweede Wereldoorlog de Moto Guzzi Dondolino. De Bicilindrica bleef tot 1951 in dienst als fabrieksracer, maar na de oorlog verdwenen de lange-afstandsraces, waardoor de machine het steeds vaker moest opnemen tegen meer wendbare concurrenten op permanente circuits. Moto Guzzi had in 1940 ook nog de driecilinder racer met compressor ontwikkeld, maar de Britten hadden op dat gebied een enorme achterstand en konden na de oorlog een verbod op het gebruik van compressoren afdwingen. De Duitsers (BMW) en de Italianen (Moto Guzzi en Gilera) hadden anders een te grote technische voorsprong gehad. Daardoor ontstond bij Moto Guzzi de behoefte aan een lichtere, meer wendbare machine. Bovendien bestonden er al plannen voor het wereldkampioenschap wegrace, dat zou worden ingedeeld volgens gewichtsklasse in plaats van de cilinderinhoud. Moto Guzzi wilde daarom een machine ontwikkelen die in de "125 kg" klasse zou vallen, en de Bicilindrica was daarvoor tientallen kilo's te zwaar. De Dondolino-productieracer woog slechts 128 kg en vormde daardoor een goede basis voor de nieuwe fabrieksracer.

## Gambalunga
"Gambalunga" betekent: langbeen. De machine, die in 1946 verscheen, dankte zijn naam aan de lange slag motor (boring x slag bedroegen 84 x 90 mm). Dat was opmerkelijk: Moto Guzzi gebruikte nooit een lange slag motor, maar voor deze racemotor wel, terwijl een korte slag motor dankzij zijn hogere toerental juist meer vermogen kan leveren. Daar kwam men bij Moto Guzzi dan ook op terug; in 1948 werd "langbeen" weer een "kortbeen", toen de verhoudingen van de Dondolino (88 x 82 mm) werden toegepast. Heel opvallend was de zilverkleurige lak van de Gambalunga, terwijl Guzzi juist bekend was van zijn rode machines, vooral de racers. Ook het logo was gemoderniseerd: een modern gestileerde adelaar met daaronder de merknaam. Vanaf 1951 werden zowel de Bicilindrica als de Gambalunga langzaam aan buiten bedrijf genomen. Een aantal Gambalunga's kwamen in handen van "semi-fabrieksrijders".

### Motor
Zoals bijna alle 500 cc Moto Guzzi's had de Gambalunga een luchtgekoelde liggende eencilinder kopklepmotor met twee kleppen. Ten opzichte van de Dondolino waren er slechts kleine veranderingen. Op de eerste plaats natuurlijk de lange slag motor, maar die had nu ook een dikkere flens aan de cilindervoet (vanwege de langere slag) en uiteraard een andere krukas. Ook de drijfstang was iets gewijzigd. De compressieverhouding was met 8:1 al vrij hoog, een teken dat de klopvastheid van de benzine in die tijd al beter werd. Daarmee kwam er een vermogen van 35 pk bij 5.800 tpm vrij. Cilinder en cilinderkop waren uit aluminium gegoten. De smering gebeurde door het gebruikelijke dry-sumpsysteem, maar de olietank kreeg voor het eerst een meer gebruikelijke plaats: onder het zweefzadel. Zoals gezegd werd de boring/slagverhouding in 1948 88 x 82 mm, en toen kreeg de krukas ook een derde lager.

### Aandrijflijn
Het vertrouwde concept uit 1920 voldeed nog uitstekend, en daarom kreeg de Gambalunga een primaire aandrijving met tandwielen, een meervoudige natte platenkoppeling, een voetgeschakelde vierversnellingsbak en een kettingaandrijving naar het achterwiel.

### Rijwielgedeelte
Het frame was nog steeds het uit buizen en plaatstaal opgetrokken dubbel wiegframe van de Dondolino, maar de voorvork was een schommelvoorvork die door Giulio Cesare Carcano was ontworpen en die nog jaren dienst zou doen in de Moto Guzzi racers. Door de reactie van de veren in de vork, die de voorkant omhoog drukten tijdens het remmen, was dit een vorm van anti-duiksysteem. Vóór en achter waren trommelremmen toegepast. De achtervering werd verzorgd door het eigen Moto Guzzi systeem met liggende schroefveren onder het motorblok, aangevuld met frictiedempers naast het achterwiel. De Gambalunga werd in de loop der jaren (tot 1951) enkele malen aangepast, met het doel de machine te verlagen om de stroomlijn te verbeteren, maar zelfs na het gereedkomen van Guzzi's eigen windtunnel kreeg hij niet de nieuwe, gestroomlijnde tank die de Bicilindrica wél kreeg. In 1950 werd vooral de achterkant aangepast, met nieuwe plaatdelen en een ander spatbord.

### Resultaten
Tot 1948 werden op nationaal niveau wat resultaten bereikt, maar pas met de nieuwe motor werd ook internationaal succes geboekt: In 1948 won Enrico Lorenzetti een aantal GP's, waaronder die van Ulster, Zwitserland en Hongarije. In 1949, toen voor het eerst het wereldkampioenschap wegrace werd georganiseerd, nam Moto Guzzi slechts aan enkele 500 cc GP's deel, afwisselend met de Gambalunga en de Bicilindrica. Enrico Lorenzetti werd achtste en Guido Leoni tiende in de eindstand. In 1950 nam Moto Guzzi helemaal niet meer met het fabrieksteam deel in de 500 cc klasse, behalve de Italiaanse Grand Prix, waarin Fergus Anderson en Maurice Cann uitvielen. Ook in 1951 maakte het Moto Guzzi 500 cc team weinig indruk.

## Technische gegevens
| Moto Guzzi Gambalunga  |                                      |                                      |
| ---------------------- | ------------------------------------ | ------------------------------------ |
| Periode                | 1946-1947                            | 1948-1950                            |
| Motortype              | Kopklepmotor                         | Kopklepmotor                         |
| Bouwwijze              | Dwarsgeplaatste liggende eencilinder | Dwarsgeplaatste liggende eencilinder |
| Cilinder               | Aluminium                            | Aluminium                            |
| Cilinderkop            | Aluminium                            | Aluminium                            |
| Klepopstelling         | 2 kopkleppen                         | 2 kopkleppen                         |
| Klepbediening          | stoterstangen/tuimelaars             | stoterstangen/tuimelaars             |
| Carburateur            | Dell'Orto SS 35M                     | Dell'Orto SS 35M                     |
| Ontsteking             | Magneetontsteking                    | Magneetontsteking                    |
| boring                 | 84 mm                                | 88 mm                                |
| slag                   | 90 mm                                | 82 mm                                |
| Cilinderinhoud         | 498,4 cc                             | 498,5 cc                             |
| Smeersysteem           | Dry-sump                             | Dry-sump                             |
| Compressieverhouding   | 8:1                                  | 8:1                                  |
| Max. Vermogen          | 35 pk bij 5.800 tpm                  | 37 pk bij 6.000 tpm                  |
| Topsnelheid            | ca. 180 km/h                         | ca. 180 km/h                         |
| Primaire aandrijving   | tandwielen                           | tandwielen                           |
| Koppeling              | meervoudige natte platenkoppeling    | meervoudige natte platenkoppeling    |
| Versnellingen          | 4 Voet- of handgeschakeld            | 4 Voet- of handgeschakeld            |
| Secundaire aandrijving | ketting                              | ketting                              |
| frame                  | Dubbel wiegframe                     | Dubbel wiegframe                     |
| Wielbasis              | 1470 mm                              | 1470 mm                              |
| Vering vóór            | Schommelvoorvork                     | Schommelvoorvork                     |
| Vering achter          | Swingarm met frictiedempers          | Swingarm met frictiedempers          |
| Wielen                 | 21" x 2¼                             | 21" x 2¼                             |
| Banden                 | 20" x 2.75                           | 21" x 2.75                           |
| Rem(men)               | Trommelrem vóór en achter            | Trommelrem vóór en achter            |
| Gewicht                | 125 kg                               | 125 kg                               |
| Tankinhoud             | 23 Liter                             | 23 Liter                             |
| Voorganger             | Dondolino                            | Dondolino                            |
| Opvolger               | Quattro Cilindri                     | Quattro Cilindri                     |